# Exit... Stage Left
| Recensione | Giudizio |
| ---------- | -------- |
| AllMusic   |          |

Exit... Stage Left è il secondo live ufficiale della rock band canadese Rush ed è stato pubblicato il 29 ottobre 1981.
L'album fu certificato disco d'oro dalla RIAA il 5 gennaio 1982 e disco di platino il 9 novembre 1987. Tutte le tracce furono registrate tra il 1980 (da entrambi i concerti tenuti a Glasgow), durante il Permanent Waves Tour, e il 1981 (concerto di Montréal) durante il tour di Moving Pictures.

## Descrizione
Exit... Stage Left presenta una selezione di alcune tra le più apprezzate canzoni dei Rush, in particolare il materiale selezionato proviene dagli ultimi 4 studio album (gli unici brani antecedenti presenti nella track list sono A Passage to Bangkok e Beneath, Between & Behind). Con questo live album si conclude quella che solitamente viene definita come la seconda fase del gruppo, ossia quella più legata a sonorità progressive rock. Va segnalata la presenza del breve inedito strumentale di Alex Lifeson Broon's Bane. Originariamente l'album venne pubblicato come doppio disco in vinile; in seguito venne realizzato in versione CD con l'omissione della traccia A Passage to Bangkok. Nella versione remastered del 1997 il brano venne nuovamente incluso nella track list. La copertina del disco ritrae uno scatto del palcoscenico di un teatro abbandonato di Toronto e contiene riferimenti a tutte le copertine degli album pubblicati fino a quel momento dai Rush; il titolo del disco riprende il modo di dire ricorrente del personaggio di cartoni animati Svicolone.
Nonostante l'alta qualità delle canzoni, il disco viene criticato per non offrire interpretazioni passionali dei brani e presentare i pezzi in versioni sostanzialmente identiche alle rispettive versioni da studio; Exit... Stage Left viene considerato il meno interessante tra i quattro classici live del trio (cioè rispetto a All the World's a Stage, A Show of Hands e Different Stages). Ugualmente Melody Maker nella recensione licenziata al momento della pubblicazione dell'album critica la eccessiva "pulizia" delle tracce, che danno una sensazione poco "live"; vengono comunque apprezzate le qualità dei singoli componenti del gruppo. Più favorevole la recensione di Circus che parla di un disco dove non si evidenziano momenti di fiacca e definisce eccezionale l'assolo di batteria di Peart; consiglia infine Exit... Stage Left come il miglior punto per iniziare a conoscere la band.

## Tracce
1. The Spirit of Radio – 5:11 (da: Permanent Waves)
2. Red Barchetta – 6:46 (da: Moving Pictures)
3. YYZ (Lee, Peart) (da: Moving Pictures) - drum solo (Peart) – 7:43
4. A Passage to Bangkok – 3:45 (da: 2112)
5. Closer to the Heart (Lifeson, Lee, Peart, Peter Talbot) – 3:08 (da: A Farewell to Kings)
6. Beneath, Between & Behind (Lifeson, Peart) – 2:34 (da: Fly by Night)
7. Jacob's Ladder – 8:46 (da: Permanent Waves)
8. Broon's Bane (Lifeson) – 1:37
9. The Trees – 4:50 (da: Hemispheres)
10. Xanadu – 12:09 (da: A Farewell to Kings)
11. Freewill – 5:31 (da: Permanent Waves)
12. Tom Sawyer (Lifeson, Lee, Peart, Pye Dubois) – 4:59 (da: Moving Pictures)
13. La Villa Strangiato – 9:37 (da: Hemispheres)

Tutti i brani scritti da Geddy Lee, Alex Lifeson e Neil Peart eccetto dove segnato

## Formazione
- Geddy Lee - basso, voce, sintetizzatore
- Alex Lifeson - chitarra elettrica e acustica
- Neil Peart - batteria e percussioni

## Classifiche
| Classifica (1981) | Posizione massima |
| ----------------- | ----------------- |
| Stati Uniti       | 10                |

## Principali edizioni e formati
Exit... Stage Left è stato pubblicato nel corso degli anni in varie edizioni, ristampe e formati; queste le principali:
- 1981, Anthem Records (solo Canada), formato: doppio LP, MC
- 1981, Mercury Records, formato: doppio LP, MC, 8-Tracks
- 1990, Mercury Records, formato: CD
- 1997, Mercury Records, formato: CD, rimasterizzato
- 2015, Mercury Records, formato: doppio LP (vinile 200 g.), rimasterizzato
- 2011, Mercury Records, all'interno del cofanetto Sector 2, formato: CD, rimasterizzato